# Vuurtoren van Punta Pechiguera
De vuurtoren van Punta Pechiguera staat op de zuidwestelijke punt van het Canarische eiland Lanzarote, nabij de badplaats Playa Blanca, op het grondgebied van de gemeente Yaiza. Hij markeert de noordwestelijke toegang tot de zee-engte van La Bocaina tussen de eilanden Lanzarote en Fuerteventura. Op deze locatie staan thans twee vuurtorens: de 'oude' en de 'nieuwe'.

## De oude vuurtoren
Tot de bouw van een eerste vuurtoren op deze plaats werd door de Spaanse overheid beslist bij Koninklijk Besluit in 1856. Dit gebeurde in het kader van een algemeen 'vuurtorenplan' voor de Canarische Eilanden. Het ontwerp was van de hand van de uit Gran Canaria afkomstige ingenieur Juan de León y Castillo (1834-1912). De vrij bescheiden stenen toren van ca. tien meter hoog was gereed in 1866 en bleef in gebruik tot 1988. Bij besluit van de Canarische overheid van 20 december 2002 kreeg hij het statuut van waardevol erfgoed (Bien de Interés Cultural - BIC). Het gebouw is niet toegankelijk. Het lichthuis is door vandalisme beschadigd.

## De nieuwe vuurtoren
In 1986 werd begonnen met de bouw van een nieuwe, aanzienlijk hogere vuurtoren, die in 1988 in bedrijf kwam. Het is een vijftig meter hoge, cilindervormige betonnen constructie, bekroond door een klein lichthuis van metaal en glas. Het ranke witte silhouet is van ver te zien. De toren is voorzien van een wit schitterlicht met een frequentie van drie lichtflitsen per dertig seconden.

## Externe link

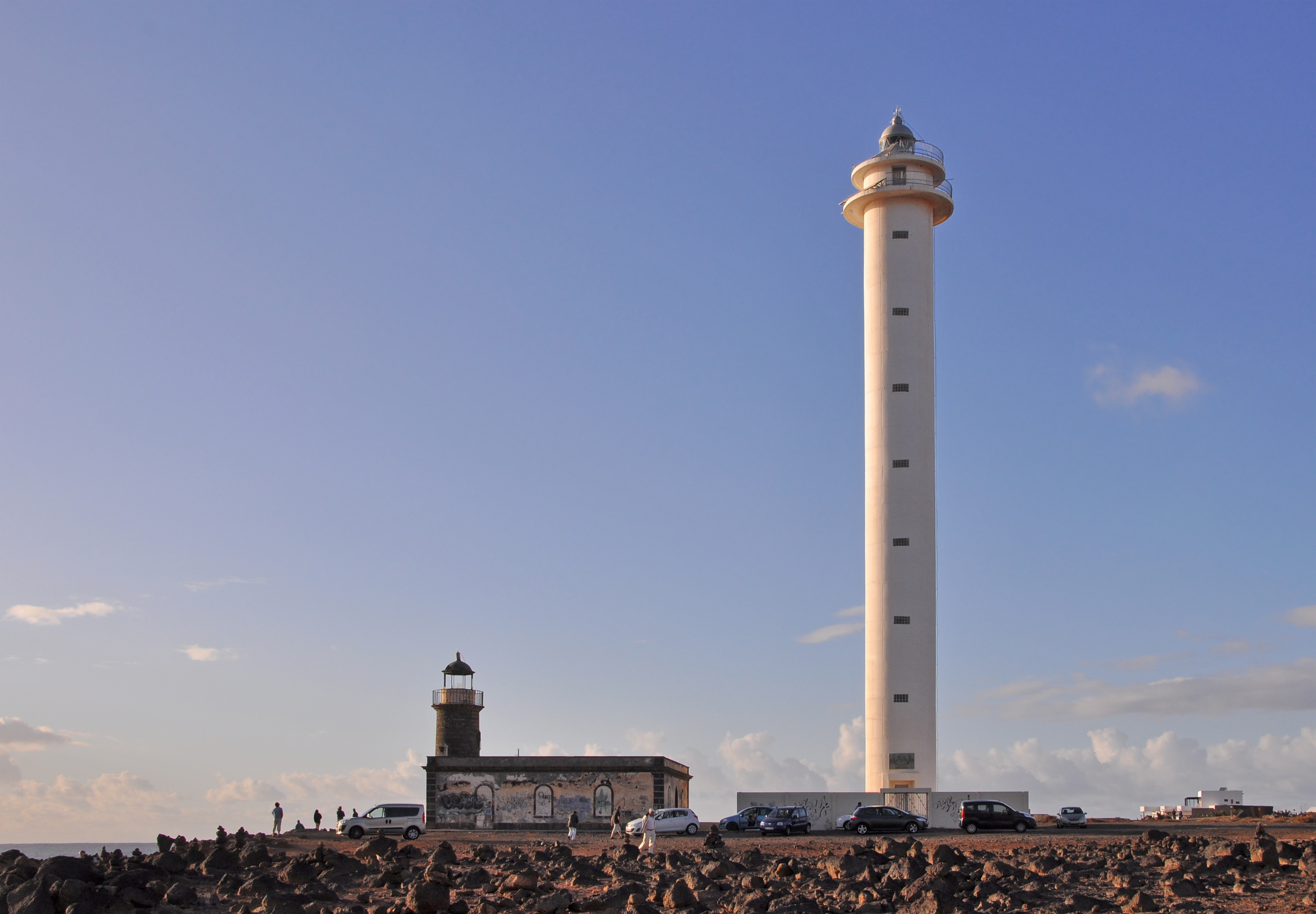
De oude en de nieuwe vuurtoren, gezien vanuit het oosten.
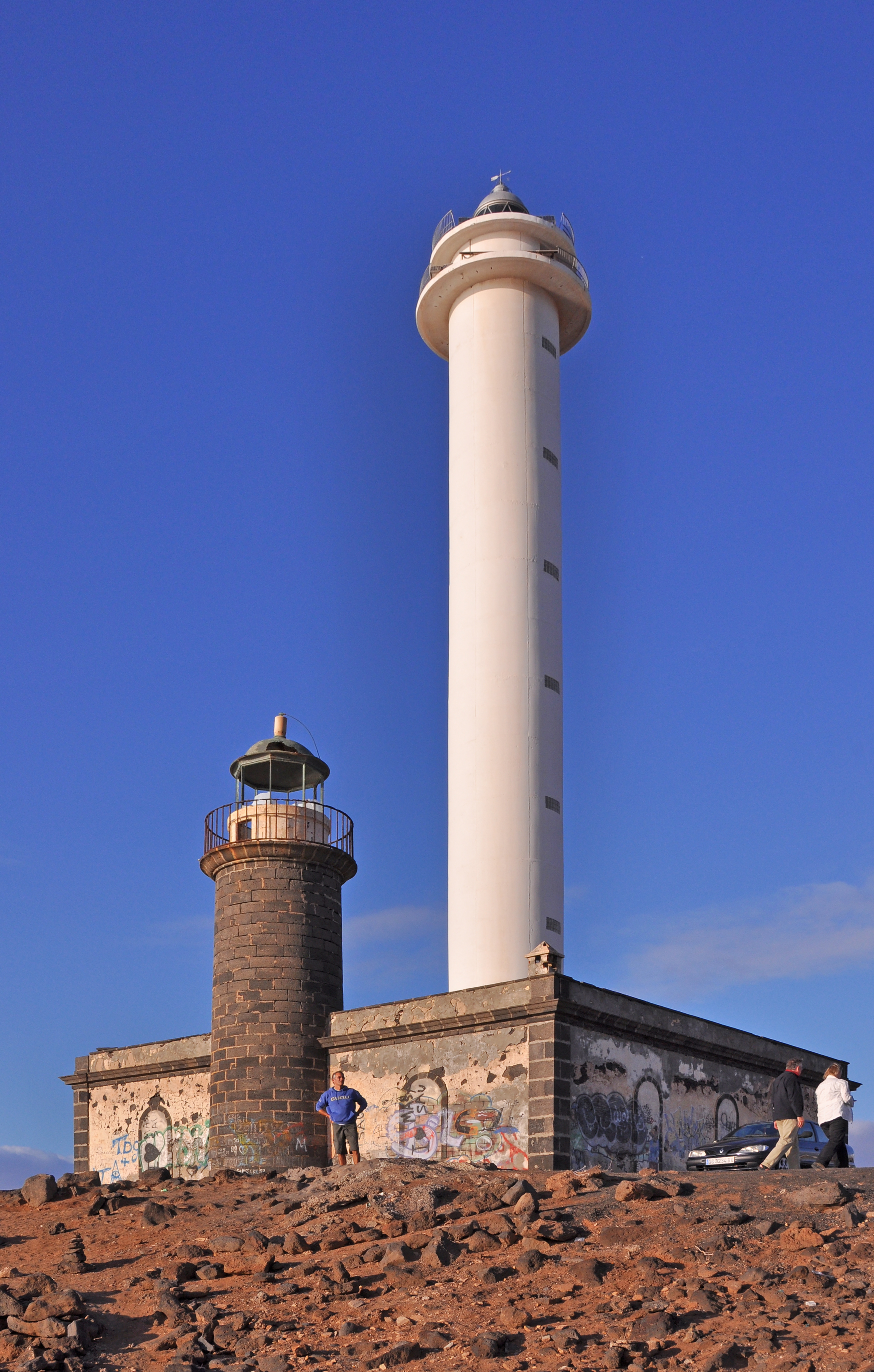
De oude en de nieuwe vuurtoren, gezien vanuit het zuiden.
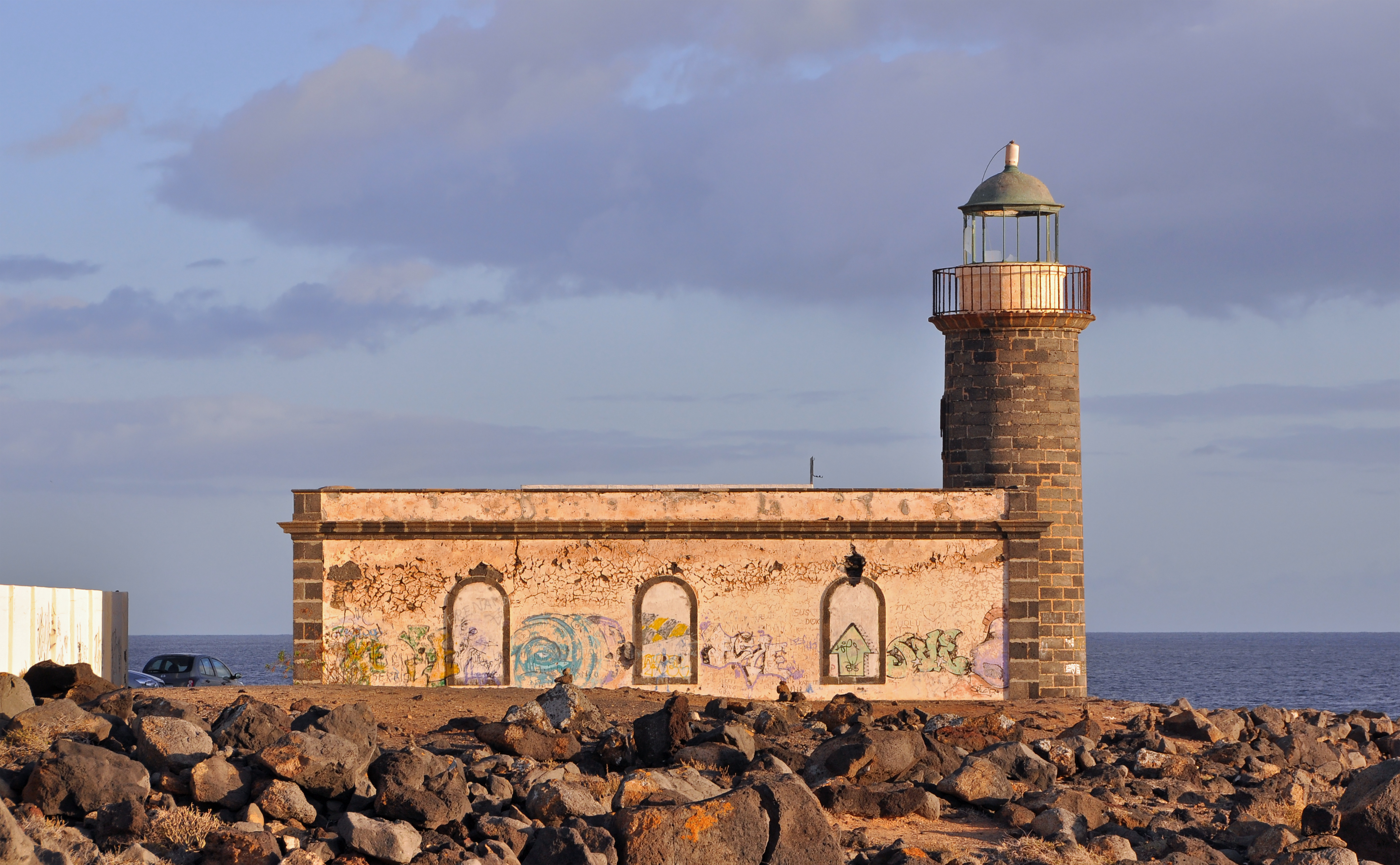
De oude vuurtoren is thans erkend als waardevol erfgoed.
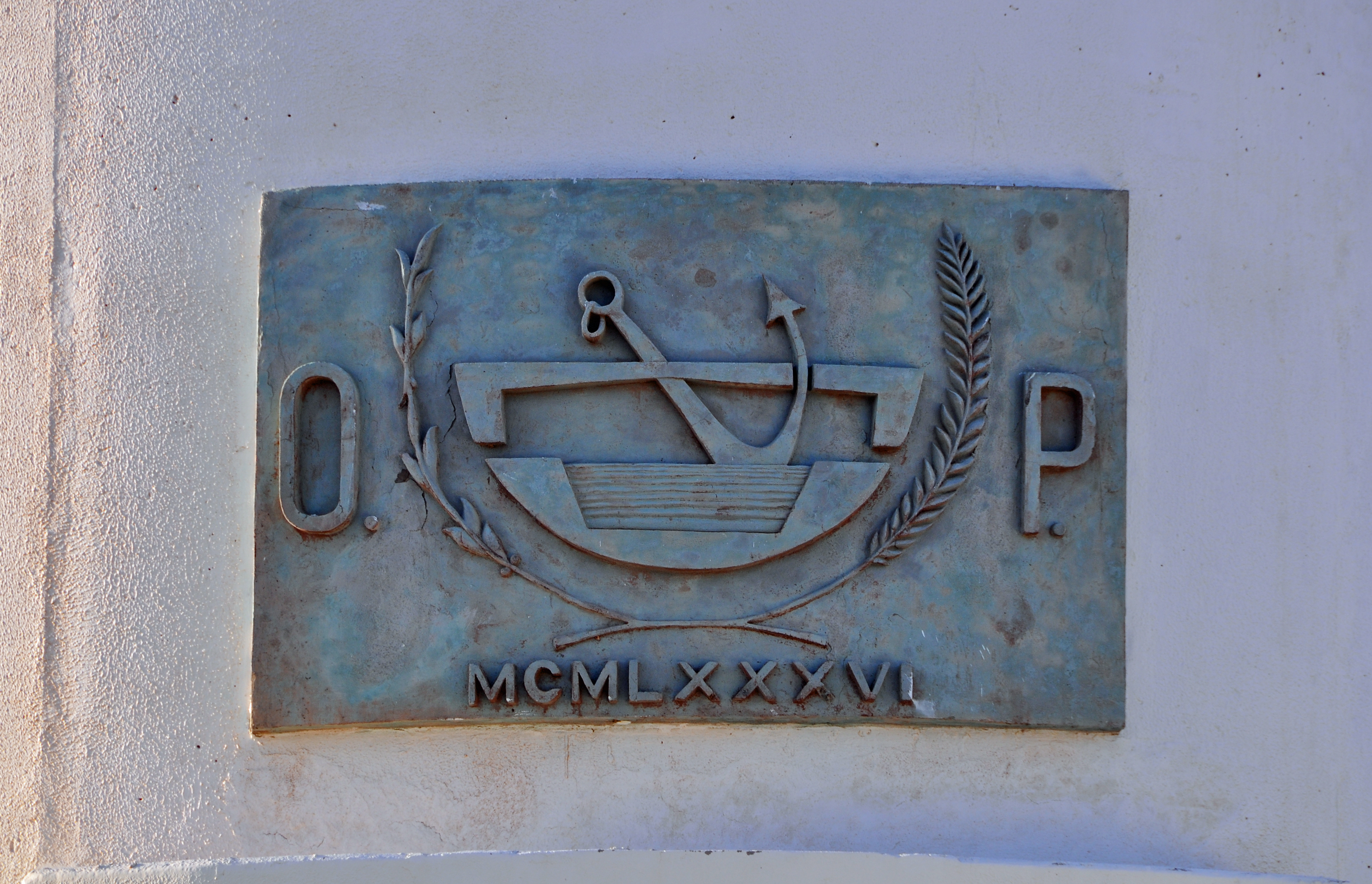
Aanduiding van de bouwdatum op de nieuwe vuurtoren.